# دول الاتحاد الألماني

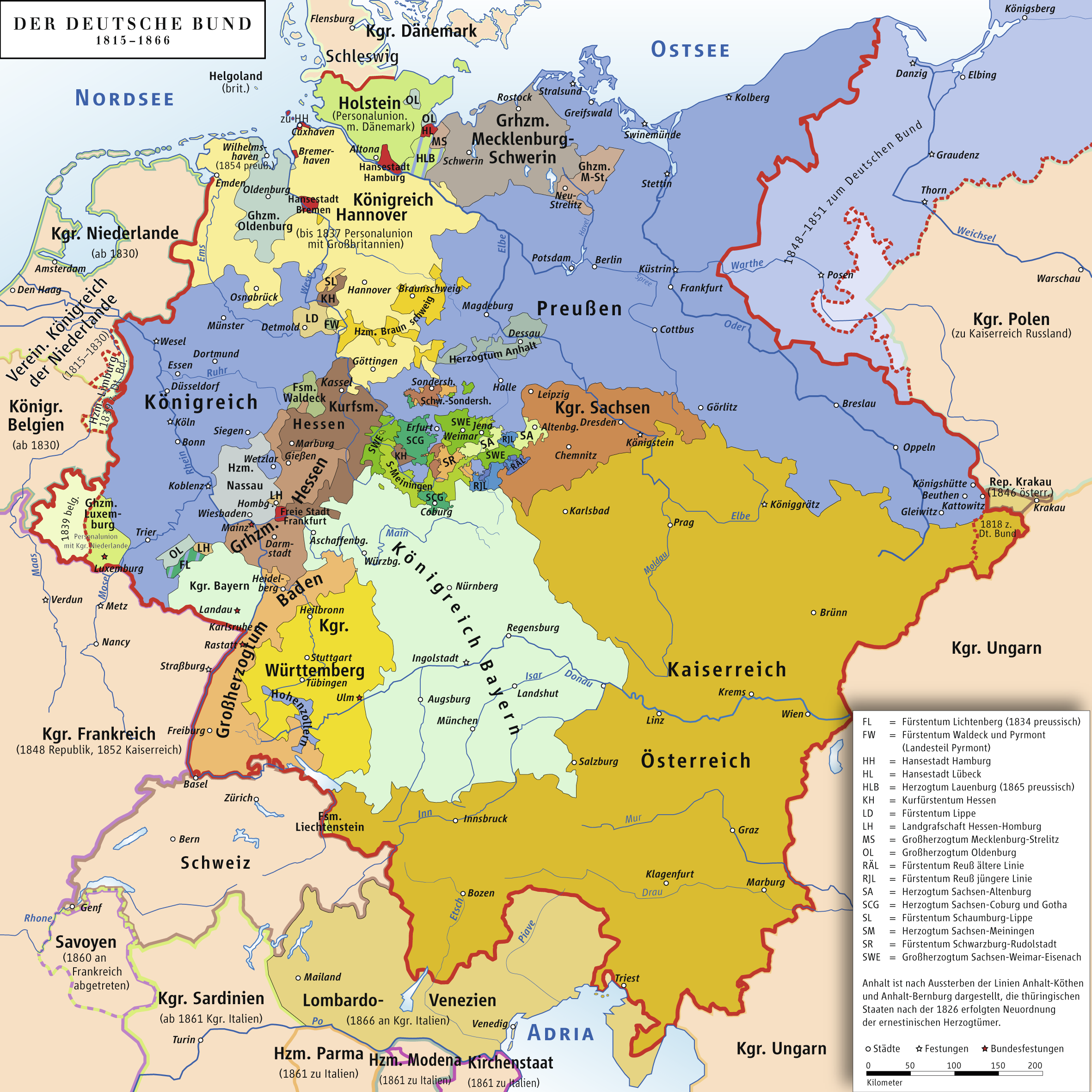
خريطة الاتحاد الألماني (بالألمانية)

دول الاتحاد الألماني هي تلك الدول الأعضاء التي كانت في 20 يونيو 1815 جزءًا من الاتحاد الألماني، الذي استمر، مع بعض التغييرات في الدول الأعضاء، حتى 24 أغسطس 1866، برئاسة بيت هابسبورغ النمساوي الإمبراطوري، والذي كان يمثلها مبعوث الرئاسة النمساوية للاتحادي النظام الغذائي في فرانكفورت.

## تفسير
على العموم، تزامنت أراضيها تقريبًا مع بقاءها في الإمبراطورية الرومانية المقدسة عند اندلاع الثورة الفرنسية، باستثناء بلجيكا. باستثناء القوتين الرئيسيتين المتنافستين، النمسا وبروسيا، والضفة الغربية اليسرى لنهر الراين (الذي ضمته فرنسا، مع كاتزينيلبوغن الصغير)، كانت الدول الأعضاء الأخرى أو سلائفها، التي تشكل معظم ألمانيا الحالية، داخل اتحاد الراين.
1. الإمبراطورية النمساوية، باستثناء مملكة هنغاريا، وإمارة ترانسيلفانيا، ومملكة كرواتيا (التي أصبحت جميعها أجزاء من مملكة المجر الرسولية في إطار الملكية الدانوبية المزدوجة )، ومملكة لومبارديا - البندقية (الأجزاء المكونة المفقودة لإيطاليا في 1859 - أي 1866)، ودوقية بوكوفينا، وممالك دالماتيا وجاليسيا
  1. أرشوقة النمسا (انقسمت إلى النمسا العليا والنمسا السفلى عام 1849)
  2. مملكة بوهيميا
  3. مارغرافيت مورافيا
  4. دوقية سالزبورج الكبرى
  5. دوقية كارينثيا
  6. دوقية كارنيولا
  7. دوقية سيليزيا العليا والدنيا
  8. دوقية ستيريا
  9. المطلة (تتألف من غوريزيا وغراديسكا، استريا و تريستا )
  10. مقاطعة تيرول
  11. فورارلبرغ
2. مملكة بروسيا (باستثناء بوسن وشرق بروسيا وغرب بروسيا ) 
  1. براندنبورغ
  2. كروا
  3. مقاطعة الراين (حتى عام 1822 دوقية الراين السفلى ومقاطعة يوليش كليف-بيرغ )
  4. ساكسونيا
  5. سيليسيا
  6. يستفاليا
3. مملكة بافاريا (ثالث أكبر عضو) 
  1. بافاريا العليا
  2. فرانكونيا العليا
  3. سوبيا
  4. بالاتينات العليا
  5. فرانكونيا الوسطى
  6. بافاريا السفلى
  7. فرانكونيا السفلى
  8. البلاطينية
4. مملكة ساكسونيا
5. مملكة هانوفر
6. مملكة فورتمبرغ
7. ناخب هيس
8. دوقية بادن الكبرى
9. دوقية هيس الكبرى
10. دوقية هولشتاين (في اتحاد مع مملكة الدنمارك، لم تكن عضوًا سابقًا في اتحاد نهر الراين) 
  1. لم تكن دوقية شليسفيغ (إقطاعية لدنمارك ومع دوقية هولشتاين في اتحاد مع مملكة الدنمارك، عضوًا سابقًا في الإمبراطورية الرومانية المقدسة أو اتحاد نهر الراين. انضمت حكومة شليسفيغ هولشتاين (المؤيدة لألمانيا) (1848-1851) إلى شليسفيغ في الاتحاد. لم يتم الاعتراف بهذا من قِبل الكونفدرالية والحكومة الدنماركية، وحددت التسوية السلمية في عام 1851 أن شليسفيغ لم يكن عضوًا.
11. دوقية لوكسمبورغ الكبرى (فقدت أكثر من نصف أراضيها في الغرب أمام بلجيكا في تفكك مملكة الأراضي المنخفضة المتحدة في عام 1839، مما تسبب في أن تصبح دوقية ليمبورغ عضواً. )
12. دوقية ليمبورغ (أصبحت عضوًا في عام 1839 كتعويض عن الخسائر الإقليمية في دوقية لوكسمبورغ الكبرى والتي نتجت عن تفكك مملكة الأراضي المنخفضة المتحدة. )
13. دوقية برونزويك (قبل إمارة برونزويك-لونينبورغ في فولفنبوتل )
14. دوقية مكلنبورغ شفيرين الكبرى
15. دوقية ناسو
16. دوقية ساكس فايمار إيزيناخ الكبرى
17. دوقية ساكسونيا غوتا ألتنبورغ (حتى 1825)
18. دوقية ساكس كوبورغ-سالفيلد (حتى 1826)
19. دوقية ساكس كوبورغ وجوثا (من 1826)
20. دوقية ساكس ماينينغن
21. دوقية ساكس-هيلدبورغهاوزن ( ساكس-ألتنبرغ من 1826)
22. دوقية جراند مكلنبورغ ستريليتز
23. دوقية أولدنبورغ ( الدوقية الكبرى منذ عام 1829)
24. دوقية أنهالت ديساو ( دوقية أنهالت من عام 1863)
25. دوقية أنهالت بيرنبرغ (حتى عام 1863)
26. دوقية آنهالت-كوثين (حتى 1847)
27. إمارة شوارزبرغ-سوندرسهاوزن
28. إمارة شوارزبورج-رودولشتات
29. إمارة هوهنتسولرن هيشنغن (اندمجت في بروسيا عام 1850)
30. إمارة ليختنشتاين
31. إمارة هوهنتسولرن زيغمارينغن (اندمجت في بروسيا عام 1850)
32. إمارة فالديك وبيرمونت
33. إمارة رويس الخط الأكبر
34. إمارة Reuss Junior Line
35. إمارة شومبرج-ليبي
36. إمارة ليبي
37. Landgraviate of Hesse-Homburg (من 1817)
38. دوقية لوينبورغ
39. المدينة الحرة والهانزية في لوبيك
40. مدينة فرانكفورت الحرة على مين
41. مدينة بريمن الهانزية الحرة (لا تزال دولة تأسيسية لألمانيا الفيدرالية)
42. مدينة هامبورغ وهانزيك الحرة (لا تزال دولة تأسيسية لألمانيا الفيدرالية)

كانت المدن الأربع الحرة جمهوريات بموجب الدستور، في حين أن جميع المدن الأخرى كانت ملكية، وبعضها دستوري وبعضها استبدادي.